# Marcos Guilherme
Marcos Guilherme est un footballeur brésilien né le 5 août 1995 à Itararé dans l'État de São Paulo. Il évolue au poste d'ailier gauche au V-Varen Nagasaki.

## Biographie

### En club
Avec le club de l'Atlético Paranaense, il atteint les quarts de finale de la Copa Sudamericana en 2015.
En 2020, il inscrit deux buts en Copa Libertadores avec le SC Internacional.

### En équipe nationale
Avec les moins de 20 ans, il participe au championnat des moins de 20 ans de la CONMEBOL en 2015. Lors de cette compétition, il inscrit quatre buts. Il commence avec un doublé face au Chili, puis marque face à la Colombie et face au Paraguay. Avec un bilan de cinq victoires, un nul et trois défaites, le Brésil se classe quatrième du tournoi.
Il joue ensuite la Coupe du monde des moins de 20 ans 2015 organisée en Nouvelle-Zélande. Lors du mondial, il est titulaire indiscutable et joue sept matchs. Il délivre une passe décisive contre la Corée du Nord en phase de poule. Il inscrit ensuite deux buts contre le Sénégal en demi-finale. Le Brésil atteint la finale de la compétition, en étant battu par la Serbie lors de l'ultime match.

## Palmarès

### En club
- Championnat du Paraná
  - Vainqueur : 2016.

### En sélection
- Coupe du monde des -20 ans
  - Finaliste : 2015